# Taillecourt
Taillecourt – miejscowość i gmina we Francji, w regionie Burgundia-Franche-Comté, w departamencie Doubs.
Według danych na rok 1990 gminę zamieszkiwało 659 osób, a gęstość zaludnienia wynosiła 354 osoby/km² (wśród 1786 gmin Franche-Comté Taillecourt plasuje się na 246. miejscu pod względem liczby ludności, natomiast pod względem powierzchni na miejscu 1031.).